# 고신대학교 신학대학원
고신대학교 신학대학원(高神大學校 神學大學院) 혹은 고려신학대학원(高麗神學大學院, Korea Theological Seminary)는 충청남도 천안시에 위치한 장로교계 사립 대학의 대학원이다. 특수 대학원으로 고신대학교가 설립하고 있다.

## 연혁
- 1980년 11월 3일: 고신대학 신학대학원 설립
- 1998년 8월 25일: 고려신학대학원으로 명칭 변경
- 1998년 9월 4일: 현 교사로 이전

## 교육편제
고려신학원은 특수대학원 과정으로, 석사 과정만 운영한다. 다음은 2019년 기준 고려신학원의 교육편제 일람이다.
- 신학과
- 선교학과

## 같이 보기
- 고신대학교
- 대한예수교장로회(고신)